# Atlanta Hawks 2019-2020
La stagione 2019-2020 degli Atlanta Hawks è stata la 70ª stagione della franchigia nella NBA e la 52ª ad Atlanta.
È stata la 22ª stagione in carriera di Vince Carter nella NBA, diventando il primo giocatore nella lega a disputare così tante stagioni.
L'11 marzo 2020, la stagione NBA è stata interrotta per via della pandemia di COVID-19, dopo che il giocatore degli Utah Jazz Rudy Gobert è stato trovato positivo al virus.
Il 4 giugno, gli Hawks, con la decisione da parte del NBA di terminare la stagione, non riescono a far parte delle 22 squadre qualificate e ancora in lotta per i playoff, avendo il quarto peggior record della NBA.

## Draft
| Giro | Scelta | Giocatore            | Ruolo | Nazionalità | Università/Squadra |
| ---- | ------ | -------------------- | ----- | ----------- | ------------------ |
| 1    | 8      | Jaxson Hayes         | C     | Stati Uniti | Texas Longhorns    |
| 1    | 10     | Cam Reddish          | AP    | Stati Uniti | Duke Blue Devils   |
| 2    | 35     | Marcos Louzada Silva | AP    | Brasile     | Franca             |

## Roster
| \| Pos. \| Num. \| Naz. \| Nome \| Altezza \| Peso \| Data nascita \| Provenienza \| \| ----- \| ---- \| ---- \| ------------------- \| ------- \| ------ \| ------------ \| --------------------- \| \| P \| 0 \| \| Goodwin, Brandon \| 188 cm \| 82 kg \| 06-02-1995 \| Florida Gulf Coast \| \| P \| 00 \| \| Teague, Jeff \| 188 cm \| 88 kg \| 10-06-1988 \| Wake Forest \| \| G \| 3 \| \| Huerter, Kevin \| 201 cm \| 86 kg \| 27-08-1998 \| Maryland \| \| G/AP \| 2 \| \| Graham, Treveon \| 196 cm \| 99 kg \| 29-10-1993 \| Virginia Commonwealth \| \| G \| 4 \| \| Brown, Charlie (TW) \| 198 cm \| 90 kg \| 02-02-1997 \| Saint Joseph's \| \| AG/C \| 7 \| \| Labissière, Skal \| 208 cm \| 107 kg \| 18-03-1996 \| Kentucky \| \| AP \| 12 \| \| Hunter, De'Andre \| 203 cm \| 103 kg \| 02-12-1997 \| Virginia \| \| C \| 17 \| \| Capela, Clint \| 208 cm \| 109 kg \| 18-05-1994 \| Svizzera \| \| P \| 11 \| \| Young, Trae \| 188 cm \| 82 kg \| 04-05-1996 \| Oklahoma \| \| AP \| 22 \| \| Reddish, Cam \| 203 cm \| 99 kg \| 01-09-1999 \| Duke \| \| C \| 14 \| \| Dedmon, Dewayne \| 213 cm \| 111 kg \| 12-08-1989 \| Southern California \| \| G/AP \| 15 \| \| Carter, Vince \| 198 cm \| 110 kg \| 26-01-1977 \| North California \| \| C \| 24 \| \| Fernando, Bruno \| 208 cm \| 106 kg \| 15-08-1998 \| Maryland \| \| AG \| 20 \| \| Collins, John \| 208 cm \| 104 kg \| 23-09-1997 \| Wake Forest \| \| AP/AG \| 30 \| \| Jones, Damian \| 206 cm \| 107 kg \| 06-09-1993 \| Kentucky \| \| G/AP \| 95 \| \| Bembry, DeAndre' \| 198 cm \| 95 kg \| 04-07-1994 \| Saint Joseph's \| | Allenatore - Lloyd Pierce Assistente/i - Greg Foster - Marlon Garnett - Matt Hill - Melvin Hunt - Chris Jent Legenda - (C) Capitano - (FA) Free agent - (S) Sospeso - (TW) Contratto Two-way - (GL) Assegnato a squadra G League affiliata - Infortunato Roster • Transazioni · Ultima transazione: 1 ottobre 2020 |                        |                     |         |        |              |                       |
| Pos. | Num. | Naz.                   | Nome                | Altezza | Peso   | Data nascita | Provenienza           |
| P | 0 | Stati Uniti (bandiera) | Goodwin, Brandon    | 188 cm  | 82 kg  | 06-02-1995   | Florida Gulf Coast    |
| P | 00 | Stati Uniti (bandiera) | Teague, Jeff        | 188 cm  | 88 kg  | 10-06-1988   | Wake Forest           |
| G | 3 | Stati Uniti (bandiera) | Huerter, Kevin      | 201 cm  | 86 kg  | 27-08-1998   | Maryland              |
| G/AP | 2 | Stati Uniti (bandiera) | Graham, Treveon     | 196 cm  | 99 kg  | 29-10-1993   | Virginia Commonwealth |
| G | 4 | Stati Uniti (bandiera) | Brown, Charlie (TW) | 198 cm  | 90 kg  | 02-02-1997   | Saint Joseph's        |
| AG/C | 7 | Haiti (bandiera)       | Labissière, Skal    | 208 cm  | 107 kg | 18-03-1996   | Kentucky              |
| AP | 12 | Stati Uniti (bandiera) | Hunter, De'Andre    | 203 cm  | 103 kg | 02-12-1997   | Virginia              |
| C | 17 | Svizzera (bandiera)    | Capela, Clint       | 208 cm  | 109 kg | 18-05-1994   | Svizzera              |
| P | 11 | Stati Uniti (bandiera) | Young, Trae         | 188 cm  | 82 kg  | 04-05-1996   | Oklahoma              |
| AP | 22 | Stati Uniti (bandiera) | Reddish, Cam        | 203 cm  | 99 kg  | 01-09-1999   | Duke                  |
| C | 14 | Stati Uniti (bandiera) | Dedmon, Dewayne     | 213 cm  | 111 kg | 12-08-1989   | Southern California   |
| G/AP | 15 | Stati Uniti (bandiera) | Carter, Vince       | 198 cm  | 110 kg | 26-01-1977   | North California      |
| C | 24 | Angola (bandiera)      | Fernando, Bruno     | 208 cm  | 106 kg | 15-08-1998   | Maryland              |
| AG | 20 | Stati Uniti (bandiera) | Collins, John       | 208 cm  | 104 kg | 23-09-1997   | Wake Forest           |
| AP/AG | 30 | Stati Uniti (bandiera) | Jones, Damian       | 206 cm  | 107 kg | 06-09-1993   | Kentucky              |
| G/AP | 95 | Stati Uniti (bandiera) | Bembry, DeAndre'    | 198 cm  | 95 kg  | 04-07-1994   | Saint Joseph's        |

## Classifiche

### Division
| Southeast Division | Southeast Division | Southeast Division | Southeast Division | Southeast Division | Southeast Division | Southeast Division | Southeast Division | Southeast Division |
| Squadra            | V                  | S                  | V%                 | PR                 | Casa               | Trasf              | Div                | PG                 |
| ------------------ | ------------------ | ------------------ | ------------------ | ------------------ | ------------------ | ------------------ | ------------------ | ------------------ |
| y - Miami Heat     | 44                 | 29                 | .603               | 12,0               | 29–7               | 15–22              | 10–4               | 73                 |
| x - Orlando Magic  | 33                 | 40                 | .452               | 23,0               | 18–17              | 15–23              | 9–5                | 73                 |
| Wash. Wizards      | 25                 | 47                 | .347               | 30,5               | 16–20              | 9–27               | 5–9                | 72                 |
| Charlotte Hornets  | 23                 | 42                 | .354               | 29,0               | 10–21              | 13–21              | 2–7                | 65                 |
| Atlanta Hawks      | 20                 | 47                 | .299               | 33,0               | 14–20              | 6–27               | 6–7                | 67                 |

### Conference
| Eastern Conference | Eastern Conference     | Eastern Conference | Eastern Conference | Eastern Conference | Eastern Conference | Eastern Conference |
| #                  | Squadra                | V                  | S                  | V%                 | PR                 | PG                 |
| ------------------ | ---------------------- | ------------------ | ------------------ | ------------------ | ------------------ | ------------------ |
| 1                  | z - Milwaukee Bucks *  | 56                 | 17                 | .767               | –                  | 73                 |
| 2                  | y - Toronto Raptors *  | 53                 | 19                 | .736               | 2,5                | 72                 |
| 3                  | x - Boston Celtics     | 48                 | 24                 | .667               | 7,5                | 72                 |
| 4                  | x - Indiana Pacers     | 45                 | 28                 | .616               | 11,0               | 73                 |
| 5                  | y - Miami Heat *       | 44                 | 29                 | .603               | 12,0               | 73                 |
| 6                  | x - Philadelphia 76ers | 43                 | 30                 | .589               | 13,0               | 73                 |
| 7                  | x - Brooklyn Nets      | 35                 | 37                 | .486               | 20,5               | 72                 |
| 8                  | x - Orlando Magic      | 33                 | 40                 | .452               | 23,0               | 73                 |
|                    |                        |                    |                    |                    |                    |                    |
| 9                  | Wash. Wizards          | 25                 | 47                 | .347               | 30,5               | 72                 |
| 10                 | Charlotte Hornets      | 23                 | 42                 | .354               | 29,0               | 65                 |
| 11                 | Chicago Bulls          | 22                 | 43                 | .338               | 30,0               | 65                 |
| 12                 | N.Y. Knicks            | 21                 | 45                 | .318               | 31,5               | 66                 |
| 13                 | Detroit Pistons        | 20                 | 46                 | .303               | 32,5               | 66                 |
| 14                 | Atlanta Hawks          | 20                 | 47                 | .299               | 33,0               | 67                 |
| 15                 | Cleveland Cavaliers    | 19                 | 46                 | .292               | 33,0               | 65                 |

## Mercato

### Free Agency

#### Acquisti
| Data       | Giocatore       | Contratto             | Provenienza        |
| ---------- | --------------- | --------------------- | ------------------ |
| 01/07/2019 | Charlie Brown   | Two-way               | St. Joseph's Hawks |
| 11/07/2019 | Jabari Parker   | 2 anni - $6,5 milioni | Wash. Wizards      |
| 31/07/2019 | Ray Spalding    | 1 anno - $1,4 milioni | Phoenix Suns       |
| 05/08/2019 | Brandon Goodwin | Two-way               | Denver Nuggets     |
| 23/10/2019 | Tyrone Wallace  | 1 anno - $550.000     | L.A. Clippers      |
| 06/01/2020 | Paul Watson     | 10 giorni             | Raptors 905        |

#### Cessioni
| Data       | Giocatore        | Contratto  | Nuova squadra    |
| ---------- | ---------------- | ---------- | ---------------- |
| 10/06/2019 | Deyonta Davis    | Tagliato   | Houston Rockets  |
| 25/06/2019 | Vince Carter     | Ritirato   |                  |
| 01/07/2019 | Justin Anderson  | Rilasciato | Wash. Wizards    |
| 01/07/2019 | Dewayne Dedmon   | Rilasciato | Sacramento Kings |
| 01/07/2019 | Isaac Humphries  | Rilasciato | Orlando Magic    |
| 13/07/2019 | Jaylen Adams     | Tagliato   | Milwaukee Bucks  |
| 14/01/2020 | Paul Watson      | Rilasciato | Milwaukee Bucks  |
| 05/02/2020 | Chandler Parsons | Tagliato   |                  |

### Scambi
| 19 giugno  | Atlanta HawksScelta 2º giro Draft 2024 Cash Consideration                                                                              | Miami HeatDraft rights per Bol Bol (2019 #44) |
| 20 giugno  | Atlanta HawksScelta 2º giro Draft 2024 Cash Consideration                                                                              | G.S. Warriors Draft rights per Eric Paschall (2019 #41) |
| 24 giugno  | Atlanta HawksEvan Turner | Portland T. BlazersKent Bazemore |
| 6 luglio   | Atlanta HawksAllen Crabbe Draft rights per Nickeil Alexander-Walker (2019 #17) Scelta 1º giro Draft 2020                               | Brooklyn Nets Taurean Prince Scelta 2º giro Draft 2021 |
| 6 luglio   | Atlanta HawksSolomon Hill Draft rights per De'Andre Hunter (2019 #4) Draft rights per Jordan Bone (2019 #57) Scelta 2º giro Draft 2023 | N.O. PelicansDraft rights per Jaxson Hayes (2019 #8) Draft rights per Nickeil Alexander-Walker (2019 #17) Draft rights per Marcos Louzada Silva (2019 #35) Scelta 1º giro Draft 2020 |
| 6 luglio   | Atlanta HawksDraft rights per Bruno Fernando (2019 #34)                                                                                | Philadelphia 76ersDraft rights per Jordan Bone (2019 #57) 2 future scelte 2º giro |
| 7 luglio   | Atlanta HawksChandler Parsons | Memphis GrizzliesSolomon Hill Miles Plumlee |
| 8 luglio   | Atlanta HawksDamian Jones Scelta 2º giro Draft 2026                                                                                    | G.S. WarriorsOmari Spellman |
| 16 gennaio | Atlanta HawksJeff Teague Treveon Graham                                                                                                | Minnesota T'wolvesAllen Crabbe |